# Biron (Charente-Maritime)
Biron – miejscowość i gmina we Francji, w regionie Nowa Akwitania, w departamencie Charente-Maritime.
Według danych na rok 1990 gminę zamieszkiwało 249 osób, a gęstość zaludnienia wynosiła 29 osób/km² (wśród 1467 gmin regionu Poitou-Charentes Biron plasuje się na 757. miejscu pod względem liczby ludności, natomiast pod względem powierzchni na miejscu 908.).